# Transamazonienne
Pour les articles homonymes, voir Route 230.
La Route transamazonienne (BR-230) est une route qui relie le Pérou à l’Atlantique. Projetée dans les années 1970, elle est longue de 4 223 km. La route est en grande partie faite en terre battue, seule une partie de la route est asphaltée. La route était à l'origine destinée à relier le nord-est avec la Colombie, le Pérou et l'Équateur.
Dans l'État de Paraíba, il représente le principal axe de circulation des personnes et des marchandises entre ses municipalités, ayant comme référence le port de Cabedelo et les villes de João Pessoa, Campina Grande, Patos, Pombal, Sousa et Cajazeiras, le plus grand centre économique centres dans l'état. Il traverse le sol de Paraíba sur 521 km, avec de bonnes conditions de circulation jusqu'à la frontière avec l'état de Ceará.
Le segment de 147,6 kilomètres entre Cabedelo - où se trouve son point de repère 0 - et Campina Grande, en passant par le Grand João Pessoa et d'autres municipalités, a été dupliqué dans les années 1995 à 2000. Une duplication supplémentaire entre les municipalités de Campina Grande et Cajazeiras,,,.

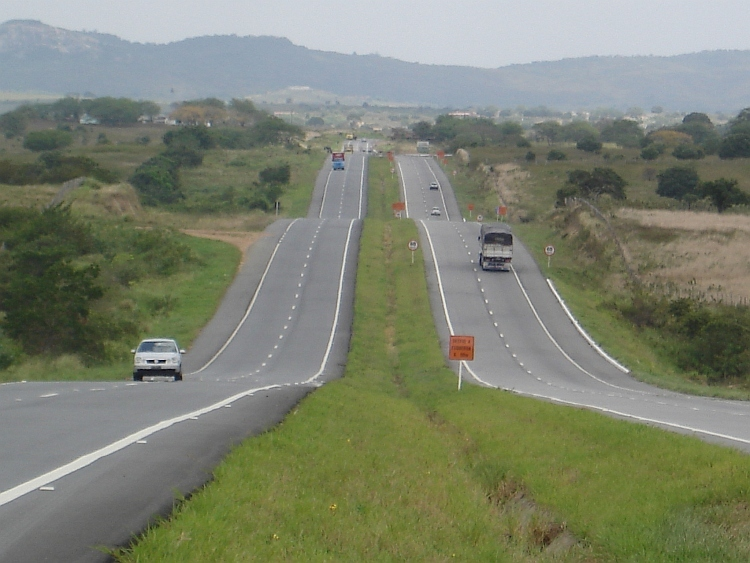
Tronçon dédoublé entre Campina Grande et Cabedelo.

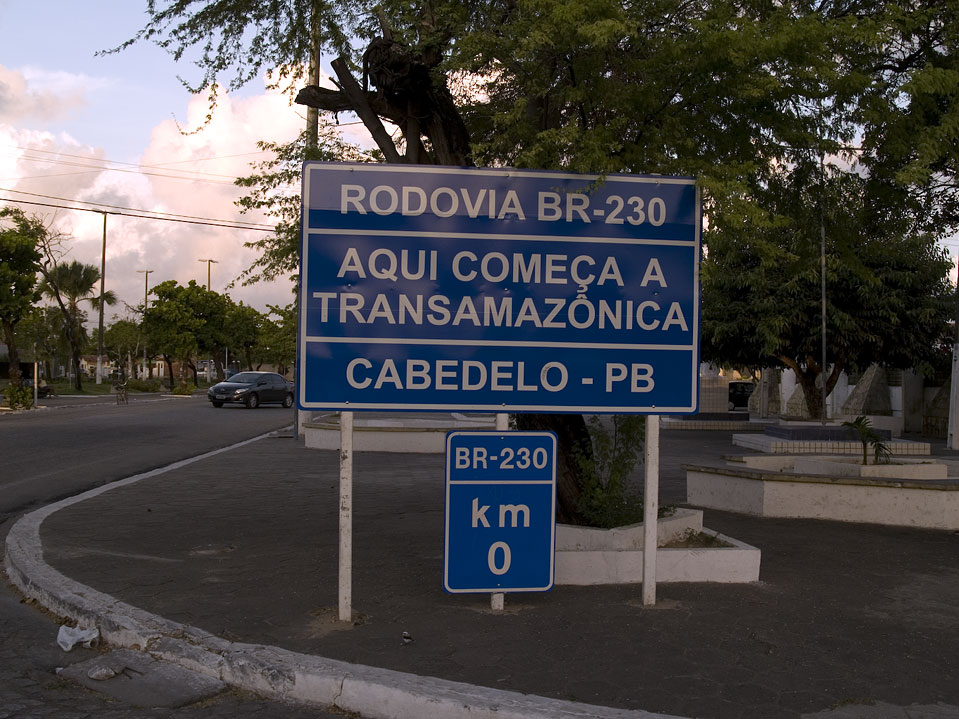
Extrémité Est de la BR-230